# Ouakari chauve
Cacajao calvus
Espèce
Statut de conservation UICN

 VU A2cd : Vulnérable
Statut CITES
L’ouakari chauve (Cacajao calvus)  est une espèce de singe chauve avec un visage rouge caractéristique.
Il vit dans les forêts marécageuses au Brésil, au Pérou et en Colombie. L'espèce est classée comme vulnérable dans la liste rouge de l'UICN (2008) à cause de la chasse et de la destruction de son habitat.
Les ouakaris chauves se nourrissent surtout de graines et de fleurs, ainsi que parfois de petits animaux.
Ils vivent en groupes mixtes comprenant de 5 à 30 individus, et passent la majeure partie de leur temps au sol à la recherche de graines. Ils dorment la nuit dans les arbres pour assurer leur sécurité. La saison de reproduction a lieu entre octobre et mai. Les femelles encouragent les mâles à s'accoupler par le biais d'une odeur attractive. La durée exacte de la gestation est inconnue, mais serait d'environ 6 mois.

## Liste des sous-espèces
Selon Mammal Species of the World (version 3, 2005)  (16 mai 2014) :
- Cacajao calvus calvus
- Cacajao calvus ucayalii
- Cacajao calvus rubicundus
- Cacajao calvus novaesi